# 布里奇克里克 (密蘇里州)
布里奇克里克（英語：Bridge Creek）是位於美國密蘇里州卡羅爾縣的非建制地區。

## 歷史
布里奇克里克的郵局於1870年設立，其後於1884年停運。

## 地理
布里奇克里克所處的海拔為高於海平面248米（即814英呎），而該地所採用的時區為UTC-6，即北美中部時區（CST）。同時該地設有夏令時間，為UTC-6調快一小時，即UTC-5（CDT）。